# Stadiumi Abdurrahman Roza Haxhiu
Stadiumi Abdurrahman Roza Haxhiu – stadion sportowy w mieście Lushnja, w Albanii. Został otwarty w 1965 roku. Może pomieścić 12 000 widzów. Swoje spotkania rozgrywają na nim piłkarze klubu KS Lushnja.
Budowę stadionu rozpoczęto w 1965 roku. Już w sierpniu tego samego roku został on wstępnie oddany do użytku, ale prace trwały nadal. Rok później ukończono budowę otaczających obiekt wałów ziemnych z trybunami. W 1970 roku otwarto trybunę główną. W 1992 roku stadion nazwano imieniem pochodzącego z Lushnji piłkarza, Abdurrahmana Rozy Haxhiu. W 2015 roku w pomieszczeniach trybuny głównej otwarte zostało muzeum sportowe.